# Аллеман, Жан
Жан Аллеман (фр. Jean Allemane; 25 августа 1843, Совтер-де-Комменж — 6 июня 1935, Эрбле) — французский социалистический и синдикалистский политик, руководитель фракции аллеманистов в местном рабочем движении.

## Биография

### Рабочее движение и Коммуна
Родился в рабочей семье, которая в 1853 году перебралась в Париж, где он работал типографским рабочим. Участник рабочего движения с 1862 года, когда в 19-летнем возрасте его арестовали за организацию первой забастовки печатников в Париже.
В период Франко-прусской войны служил в Национальной гвардии Парижа. Примыкая к прудонистской фракции, активно участвовал в Парижской Коммуне 1871 года и возглавил Совет пятого легиона Национальной гвардии. После поражения Коммуны скрывался, но в 1872 году был арестован и сослан на пожизненную каторгу на остров Новая Каледония. В 1876 году совершил попытку побега, в 1878 году отказался повиноваться приказу и участвовать в подавлении восстания местного населения.

### Поссибилисты и аллеманисты
По возвращении во Францию в 1880 году после амнистии коммунаров Аллеман сотрудничал в ряде радикальных, республиканских и социалистических газет, в том числе у Анри Рошфора. В 1879 году принял участие в создании объединённой социалистической партии Федерация социалистической рабочей партии Франции марксистов Жюля Геда и Поля Лафарга, но уже после Сент-Этьенского конгресса в 1882 году в противовес гедистам примкнул к реформистской фракции поссибилистов — Рабочей партии социалистов-революционеров, с 1883 года — Федерации французских трудящихся-социалистов. Вместе с тем, Аллеман всё более разочаровывался в слишком оппортунистических позициях поссибилистов, склоняясь к революционному синдикализму и акциям прямого действия (стачки, оккупации заводов, саботаж).
В противовес большинству гедистов и бланкистов, Аллеман выступал как противник буланжизма и дрейфусар, что сближало его как с умеренными реформистскими социалистами Жана Жореса, так и с радикальными крайне левыми. В 1888 году основал ежедневную газету Parti ouvrier. Вскоре Аллеман становится вождем оппозиции против национального комитета Федерации, полемизируя с Бруссом и его еженедельником «Пролетариат» (официальным органом поссибилистов), критикуя его за парламентаризм, оппортунизм и политиканство. На конгрессе в Шательро в 1890 году возглавил отколовшуюся от поссибилистов-бруссистов Рабочую социал-революционную партию (Рабочую социалистическую революционную партию, Parti ouvrier socialiste révolutionnaire), также известную по имени своего лидера и теоретика как «аллеманисты».
Аллеманисты, находившиеся под влиянием синдикализма и отчасти анархизма, ориентировались на профсоюзы (Всеобщую конфедерацию труда), ставили экономическую борьбу выше политической и критиковали увлечение парламентаризмом. Впрочем, в выборах они участвовали, и Аллеман избирался в парламент начиная с 1901 года, когда он победил антисемита Макса Режи. В 1906 и 1910 годах Аллеман переизбирался депутатом.
Даже в качестве парламентария, Аллеман не прекращал работать в типографии и основал типографский кооператив «La Productrice». Он выступил против мильеранизма (вхождения социалистов в буржуазные правительства), но поддерживал реформистское социальное законодательство.
В 1905 году аллеманисты, сторонники Жана Жореса и Поля Брусса, объединившиеся в Французскую социалистическую партии, слились со своими недавними оппонентами — бланкистами и гедистами — в единую Французскую секцию Рабочего интернационала (СФИО).

### Уклоны влево и вправо
После поражения на парламентских выборах 1914 года Аллеман отошёл от активной политической деятельности. В начале Первой мировой войны он, поправ свой предыдущий антимилитаризм, встал на социал-шовинистические позиции. Однако уже к концу войны он совершил новый левый поворот, приветствуя Октябрьскую революцию в России. На Турском конгрессе СФИО он голосовал вместе с большинством за присоединение к Третьему (коммунистическому) интернационалу.
Впрочем, в Французскую коммунистическую партию Аллеман так и не вступил; вместо этого он присоединился к Социалистической национальной партии Гюстава Эрве, недавно ещё леворадикального синдикалиста, в дальнейшей политической эволюции которого проступали фашистские тенденции. В последние годы жизни Аллеман вступил в масонскую ложу Великий восток Франции.
Автор «Воспоминаний коммунара», вышедших в 1910 году.